# Torben Dyring
Torben Dyring Friis Pedersen (født 17. april 1984) er en dansk håndboldspiller, der spiller for Viborg HK i Håndboldligaen. Han har spillet for klubben hele sin karriere.

## Eksterne links
- Spillerinfo Arkiveret 23. februar 2007 hos  Wayback Machine
- EHF profil